# أليس سانت كلير
اليس سانت كلير (بالإنجليزية: Alice St. Clair)‏ هي ممثلة بريطانية، ولدت في 14 يونيو 1988 بإنجلترا في المملكة المتحدة.

## وصلات خارجية
- أليس سانت كلير على موقع IMDb (الإنجليزية)
- أليس سانت كلير على موقع ألو سيني (الفرنسية)
- أليس سانت كلير على موقع أول موفي (الإنجليزية)
- أليس سانت كلير على موقع قاعدة بيانات الفيلم (الإنجليزية)
- أليس سانت كلير على موقع كينوبويسك (الروسية)